# Eberhardinger
Die Eberhardinger waren eine Familie des schwäbischen Adels, die 889 mit einem Graf Eberhard I. im Zürichgau erstmals Erwähnung findet.

## Grafen der Eberhardinger
Erstmals belegt aus dem Grafengeschlecht, das sich später als Nellenburger Geschlecht bezeichnete, war 889 ein Graf im Zürichgau.

### Eberhard I. (Eppo)
„Nach KLÄUI wäre Graf Eppo (Kurzform von Eberhard) als Eberhard V. zu sehen; seine Vorfahren in direkter Linie: Eberhard I., Zürichgaugraf, belegt 889 / Eberhard II. belegt im Liber Heremi / Eberhard III. belegt 951 - 971 als Thurgaugraf / Eberhard IV., geb. um 940, gest. 995, tauschte Güter gegen solche im Elsaß. –  GISI, Der Ursprung der Häuser Zähringen und Habsburg, 265 ff. LIEB, Das Stifterdenkmal im Münster zu Schaffhausen. HILS, Die Grafen von Nellenburg. KLÄUI, Grafen von Nellenburg, 187 f.“

Graf Eppo, „Enkel des Thurgaugrafen Eberhard (957 - 971), vermutlich Urenkel des 889 genannten ‚Zürichgaugrafen‘, wurde zwischen 980 und 990 geboren, gestorben ist er frühestens 1030.“ Graf Eppo war ebenfalls Graf im Zürichgau und  „Vogt von Einsiedeln“.

### Gräfin Hedwig
Eppo heiratete 1009 Hedwig, gebürtig aus dem Geschlecht der Grafen von Egisheim (bei Colmar). „Die Mutter Hedwigs, Eva von Lützelburg, war die Schwester von Kaiser Heinrichs Gemahlin Kunigunde. Ihr Onkel väterlicherseits, Hugo von Egisheim, war der Vater von Papst Leo IX. – Die Tante väterlicherseits, Adelheid von Egisheim, war die Mutter von Kaiser Konrad II. Hedwig hielt sich vor der Heirat bei ihrer Tante am Hofe auf.“„Sie brachte Güter im Nahegau, besonders in Kreuznach, und Burg Dill im Hunsrück in die Ehe und stiftete nach dem Tode Eppos das Kloster Schwabenheim bei Kreuznach.“ Hedwig/Haduwig als Mutter von Eberhard I., dem Grafen von Nellenburg, ebnete ihrem Sohn in mancher Hinsicht den Weg.

### Handlungen Eppos
„Graf Eppo wird im Stifterbuch [Kap. 2] als grimmiger Charakter geschildert; erst durch seine gottesfürchtige Gemahlin soll er gezähmt worden sein. Für diese Charakterschilderung mag wohl eine Rolle gespielt haben, daß Graf Eppo 1029 das Kloster Einsiedeln, dessen Vogt er war, überfiel und niederbrannte, worauf seinem Geschlecht die Kastvogtei über Einsiedeln für immer entzogen wurde.“

 „Er muß kurz danach gestorben sein, die Zeit seiner Beisetzung auf der Reichenau fällt in die Zeit nach 1034.“
Nach einem Streit mit seiner Frau – so das Stifterbuch, Kap. 2, –, dem ein Wunder folgte, erschrak Eppo gar sehr: „Und wenn er vorher eines grimmigen Löwen Mut und Sitten gehabt hatte, so ward er jetzt sanft wie ein Schaf, sowohl in seiner Gesinnung als auch in seinem Benehmen, und er gönnte seiner Frau fortan, was sie Gutes tun mochte. […] Es wird ein untugendhafter, unseliger, ungläubiger Mann tugendhaft, gesegnet und gläubig durch eine tugendhafte, glückbringende, gläubige Frau.“

## Familie
Es können drei Söhne Eppos und Hedwigs namhaft gemacht werden: Burkhard, Manegold und Eberhard VI.:
- Manegold fiel 1030 vor Falkenstein auf königlicher Seite in der Auseinandersetzung König Konrads II. mit Herzog Ernst von Schwaben; er wurde von seinem Bruder Eberhard auf der Reichenau bestattet.
- Burkhard fiel 1053 bei Civitate in Apulien, als das kleine Heer von Papst Leos IX. durch die Normannen vernichtend geschlagen wurde; er wurde von seinem Bruder Eberhard auf der Reichenau bestattet.[7]
- Irmengard, die Großmutter Adalberts von Mörsberg, wird bei Schib als Schwester Eberhard I. geführt, nach Kläui wäre sie eine Schwester Graf Eppos und Rüeger sieht Eberhards Tochter als Mutter Adalberts.[8]

### Eberhard VI.
- Eberhard, im Stifterbuch nur Graf Eberhard, wird in der Literatur als Eberhard VI. noch zu den Eberhardingern gerechnet, nach dem Bau der Nellenburg tritt er selbst als Eberhard I. von Nellenburg (1010/1015 - 1078/79) auf.

Wechsel des Geschlechternamens
Der Zeitpunkt der Bau der Nellenburg und damit der Möglichkeit, einen neuen Familiennamen zu begründen, geht aus einer Urkunde hervor, die „erstmals die für das Geschlecht fortan namensgebende Burg auf dem Nenzinger Berg westlich von Stockach erwähnt; offenbar wurde diese kurz vor 1050 erbaut.“
Graf Eberhard – nun als Eberhard I. von Nellenburg – war 1059 Stifter des Klosters Allerheiligen zu Schaffhausen. 
- Gräfin Ita, Gemahlin Eberhards († 25. oder 26. Februar, wahrscheinlich nach 1105.[9])

Söhne und Töchter von Eberhard und Ita (ausführlich unter Grafen von Nellenburg)
- Udo/Uto († 1078), ältester Sohn, 1066 Erzbischof von Trier
- Ekkehard oder Eckhardus, Abt der Reichenau (1071–1088).
- Eberhard
- Heinrich
- Albrecht
- Burkhard, Graf von Nellenburg
- Zwei nicht namhaft bekannte Töchter

### Graf Burkhard
- Burkhard III. († wohl 1106), dessen Bruder, zweiter Graf von Nellenburg.

Nach dem Aussterben Eberhardinger/Nellenburger im Mannesstamm aus, ging die Landgrafschaft Nellenburg auf die Grafen von Veringen über.